# カンシャコバネナガカメムシ
カンシャコバネナガカメムシ（学名：Cavelerius saccharivorus）は、カメムシ目（半翅目）コバネナガカメムシ科に分類されるカメムシの一種。

## 分布
台湾を原産地とする。
日本では1914年に沖縄本島南部で初確認された外来種で、宮崎県、鹿児島県（指宿市、桜島、種子島、奄美大島）、沖縄県（沖縄本島、宮古島）に移入分布する。

## 特徴
体長7-8 mm。体色は光沢のある黒色で、脚と触角第1節は黄褐色となる。翅の中央に黒い斑紋がある。翅多型を示し、翅の長い長翅型と短い短翅型が存在し、とくに本種がたくさん存在する高密度環境では長翅型が出現する。
ススキ、マコモ、サトウキビなどに寄生し茎から吸汁する。サトウキビの農業害虫であり、植物防疫法にもとづき検疫有害動物として規制されている。
日本生態学会によって日本の侵略的外来種ワースト100にも選ばれている。